# 手紙でも書こう
「手紙でも書こう」（てがみでもかこう、I'm Gonna Sit Right Down and Write Myself a Letter）は、フレッド・E・アーラート (Fred E. Ahlert) が作曲し、ジョー・ヤング (Joe Young) が作詞した、1935年のポピュラー・ソング。数多くの録音があり、いわゆるグレート・アメリカン・ソングブック (Great American Songbook) のスタンダード曲となった。1978年のブロードウェイ・ミュージカル『Ain't Misbehavin'』の中では、この曲はハーレム・ルネサンスを代表する曲のひとつとして取り上げられた。
アメリカン・パブリック・メディア (American Public Media) のビジネス・ニュース番組『Marketplace』は、ファッツ・ウォーラーのバージョンの一部を、毎週のリスナーからの手紙のコーナーの冒頭に使っている。

## おもな録音
この曲が最初に大きくヒットしたのは『ビルボード』誌のチャートで5位まで上昇したファッツ・ウォーラーのバージョン（1935年5月8日録音：Victor 25044）であったが、翌年にはボズウェル・シスターズ (Boswell Sisters) によるバージョン（1936年1月6日録音：Decca 671 B (60302-A)）が、さらに上位の3位まで達した。
1957年にチャートの首位に立った「Butterfly」(Cameo Record label #105 - 45rpm) で知られるチャーリー・グレイシー (Charlie Gracie) も、1951年にチャーリー・グレイシー&ヒズ・ギター (Charlie Gracie & His Guitar) 名義で発表した自作曲「Boogie Woogie Blues」のB面にこの曲を録音した  (Cadillac Record label #141 - 45 rpm)。
フランク・シナトラは1954年のアルバム『Swing Easy!』に、ビング・クロスビーは1957年のアルバム『Bing with a Beat』にこの曲を収録したが、シナトラは1962年のカウント・ベイシーとの共作アルバム『Sinatra–Basie: An Historic Musical First』でもこの曲を取り上げた。
1957年、この曲は、ビリー・ウィリアムズ (Billy Williams) が4月3日に録音したバージョンが、『ビルボード』誌のチャートで3位まで上昇し、リバイバルの大ヒットとなった。
その他、ナット・キング・コール、スキャットマン・クローザース、グレゴリー・アイザックス、バリー・マニロウ、ディーン・マーティン、アン・マレー、ウィリー・ネルソン、リンダ・スコット (Linda Scott)、シェイキン・スティーヴンス (Shakin' Stevens)、サラ・ヴォーンらがこの曲を録音した。ビル・ヘイリー&ヒズ・コメッツ (Bill Haley & His Comets) は、この曲のロックンロール・バージョンを1957年に録音した。ファビアン (Fabian は、1960年にチャンセラー・レコード (Chancellor Records) でこの曲を吹き込んだ。クレオ・レーンは1974年に、アルバム『I Am a Song』の冒頭にこの曲を収録し、アルバム発売に続くツアーのステージでもこの曲を歌った。
マデリン・ペルー (Madeleine Peyroux) も、1996年のデビュー・アルバム『Dreamland』で、この曲をカバーした。
2012年、ポール・マッカートニーは、スタンダード曲多数を収録したアルバム『キス・オン・ザ・ボトム (Kisses on the Bottom)』に、この曲を収録し、歌詞の一部をアルバム・タイトルとした。